# Lyon 25
Lyon 25 est un escalier public de vingt-cinq marches situé à la Cité internationale de Lyon, en France. 

## Description
Le site est un obstacle particulièrement difficile à franchir en skateboard avec un ollie en raison de la hauteur de la chute que le trick suppose (4.50 mètres). Popularisé par Ali Boulala dans une vidéo de 2002 qui compile ses tentatives infructueuses, il est enfin franchi le 12 octobre 2015 par Aaron Homoki, blessé sur le site l'année précédente,,.
Le freerunner Dominic Di Tommaso a franchi l'obstacle en salto avant en octobre 2018, mais révèle que sa réception lui a causé une fracture au pied,,.
Les marches ont connu un certain nombre de tentatives infructueuses de gap en trottinette, dont Jared Adelson en 2017. Elles finissent par être franchies par Kristian Albrecht en whip to bar, exploit partagé dans sa vidéo d'entrée chez Prime Scootering le 23 Juin 2024.
En 2019, Fabio Wibmer franchit le Lyon 25 avec son vélo downhill.
En juillet 2024, Adrien Raza réussit à descendre ces marches en skimboard.
Calum Connor franchit pour la première fois, toutes disciplines confondues, le gap en backflip. Il partage son exploit dans sa vidéo d'entrée chez Ethic DTC le 23 Mai 2025.